# Loxothylacus engeli
Loxothylacus engeli är en kräftdjursart som beskrevs av Hilbrand Boschma 1968. Loxothylacus engeli ingår i släktet Loxothylacus och familjen Sacculinidae. Inga underarter finns listade i Catalogue of Life.